# Tsuki
In giapponese col termine "Tsuki" viene indicata la tecnica di pugno. 

## Kendo
Nel Kendo la parola Tsuki corrisponde ad una delle cinque aree su cui attaccare. Esso è una spinta dalla punta della shinai alla gola, intesa a tagliare l'arteria carotide.
Nel combattimento con la spada, l'avversario morirebbe dissanguato. Diversamente dalle altre arti marziali che usano questo termine, nel "kendo " lo "tsuki "è un termine comprensivo per il movimento e l'obiettivo.

## Karate
Nel karate e nelle sue varianti, il vocabolo "tsuki" è usato come una parte di una parola composta, generalmente usata per descrivere varie tecniche di pugno, (ad esempio: Gyaku zuki, Oi zuki..ect) e, virtualmente, non serve mai a descrivere una tecnica unica (da notare che in una parola composta, dove tsuki non viene prima, la sua pronuncia e grafia  cambi leggermente a causa del rendaku; quindi diventa "zuki ").
Qualche esempio d'uso di alcune tecniche basilari include:
- Choku-zuki (直突き), pugno dritto
- Gyaku-zuki (逆突き), pugno opposto alla gamba in avanzamento
- Oi-zuki (追い突き), pugno portato in avanzamento con la gamba corrispondente al braccio
- Age-zuki (上げ突き), pugno portato dal basso verso l'alto
- Ura-zuki (裏突き), pugno rovesciato (corto raggio)
- Tate-zuki (立て突き), pugno verticale portato al centro del petto (corto raggio)
- Morote-zuki (双手突き), pugno portato con due mani
- Yama-zuki (山突き) o Rete-zuki, doppio pugno portato su due livelli (combinazione di ura-zuki e jodan oi zuki)
- Kage-zuki (鉤突き), gancio
- Mawashi-zuki (回し突き), pugno circolare

### Kumite
Il combattimento nel Karate è chiamato kumite (組手:くみて). Si traduce letteralmente come: "incontro di mani." Il Kumite viene praticato sia come sport che come allenamento all'auto-difesa, dove le tecniche di pugno vengono sviluppate ed eseguite insieme ad altre tecniche. 
Il livello di contatto fisico nel combattimento varia notevolmente. Al Full contact karate sono stare apportate molte modifiche. Il Knockdown karate (come il Kyokushin) utilizza tecniche a contatto pieno per mandare a terra l'avversario. Nelle varianti del Kickboxing (per esempio K-1), si preferisce la vittoria per k.o. Sparring in armour (bogu kumite) permette di portare a piena potenza le tecniche con qualche protezione. 

Nella pratica dell'aiki-jō e di alcuni stili dell'aikidō (in particolare nello Stile Iwama di Morihiro Saitō), lo tsuki è usato letteralmente come parte del nome di numerose tecniche di spinta con il bastone corto (jō).
Nel karate e nelle sue varianti, il gyaku-zuki è il termine utilizzato per indicare il pugno opposto. Un tradizionale pugno contrario straight punch eseguito da una posizione frontale, con la mano che colpisce dal lato opposto alla gamba avanzata. In alternativa il gyaku-zuki può essere utilizzato come termine per qualsiasi pugno scagliato con la mano dello stesso lato della gamba posteriore. 

### Choku zuki
Nel karate e nelle sue versioni, è il termine usato per indicare un "pugno diritto." La camera, o posizione preparatoria, di choku-zuki è con la mano impressionante ritirata all'anca o sulle costole, in un pugno, col palmo che affronta su. Il pugno viaggia direttamente in un percorso lineare verso l'obiettivo, col gomito dietro al pugno tracciando il percorso del pugno. La mano rimane tocca col palmo su fino a che gli ultimi due pollici del pugno, quando ruota affrontare in giù. Idealmente, l'inizio della rotazione del pugno coincide col contatto iniziale con l'obiettivo. Il gomito rimane sul fondo del braccio. Permettendolo per ruotare al lato o diretto verso l'alto lo mette in mostra a danno da entrambi hyperextension inflitto da sé, o da un blocco rigido dall'oppositore. Il contatto è fatto con nocche dell'anteriore-pugno. Un pugno diritto eseguito da una posizione anteriore (zenkutsu-dachi) viene chiamato gyaku-zuki (pugno inverso), se la gamba avanzata e pugno sono su lati opposti, od oi-zuki (pugno di affondo) se la gamba e pugno sono sullo stesso lato.